# Макаров, Виктор Ильич
Макаров Виктор Ильич (1910, c. Альшеево — 1944, Ленкимай) — стрелок-разведчик взвода пешей разведки 1166-й стрелкового полка 346-й Дебальцевской стрелковой дивизии 4-го Украинского фронта. Представлен к званию Героя Советского Союза, награждён орденом Красного Знамени.

## Биография
Родился в 1910 году в селе Альшеево Буинского уезда Симбирской губернии. Чуваш. До призыва в армию жил и работал в Казани.
Мобилизован в РККА Ленинским РВК города Казани Татарской АССР. На фронтах Великой Отечественной войны с февраля 1943 года. Участвовал в освобождении Донбасса, Крыма и Прибалтики. Особенно отличился при форсировании Сиваша.
1 ноября 1943 года в составе группы разведчиков получил приказ разведать северный берег полуострова Крым. Форсировав Сиваш, с ходу вступил в бой в населённом пункте Биют-Кият, уничтожил из своего автомата 15 солдат противника и вместе с группой взял в плен ещё 19 военнослужащих вермахта.
2 ноября 1943 года в бою за населённые пункты Ашкадан и Монастырка рядовой Макаров первым бросился в атаку и уничтожил лично до 25 солдат врага.
Умер от ран в 437-м отдельном медико-санитарном батальоне 24 декабря 1944 года. Похоронен на кладбище советских воинов, павших на войне 1941-1945 годов в местечке Лянкимай в Скуодасском районе Клайпедского уезда Литвы.
Награждён орденом Красного Знамени, двумя орденами Славы 3-й степени, медалью «За отвагу».